# Piktur
Piktur, av latinets pictura, ’målarkonst’, ’målning’, betyder handstil. Ordet används främst om handstilar i handskrifter och notskrifter och om konstnärers penselföring m.m..